# Maria Creuza
Maria Creuza   (Esplanada, 26 de febrer de 1944) és una cantant brasilera de samba, bossa nova i MPB.

## Biografia

### Primers anys
De ben petita María Creuza es va traslladar amb la seva família a Salvador (Bahia). Encara adolescent, va destacar com a crooner del grup ’Les Girls', la qual cosa li va valer la invitació per a presentar-se en programes de ràdio. Va gravar cançons en anglès, contractada per una companyia discogràfica local, i durant quatre anys va dirigir el programa de televisió Encontro com Maria Creuza, a la TV Itapoan, en la capital bahiana.

### Anys seixanta
El 1966, María Creuza va interpretar la cançó «Se não houvesse María», composta per Antônio Carlos Pinto, en el festival O Brasil Canta (de la desapareguda TV Excelsior); l'èxit d'aquesta cançó marcaria el començament de la seva carrera. L'any següent va defensar «Festa no Terreiro de Alaketu» en el III Festival de Música Popular Brasilera. En aquell mateix any gravava la cançó en un àlbum simple que incloïa també «Abolição». El 1969, la cançó «Mirante» va donar a María Creuza el premi a la millor intèrpret i el tercer lloc en el IV Festival Universitari de la Cançó Popular, a Rio de Janeiro. L'any següent, Creuza va interpretar «Catendê» en la cinquena edició d'aquest festival.

### Anys setanta
En aquests anys va viure la seva època daurada, amb el naixement de la bossa nova, que fusionava la samba i el jazz. El 1970 va ser convidada pel poeta i cantant Vinícius de Moraes per a participar d'una gira per l'Uruguai, i actuà a Punta del Este, amb Dorival Caymmi. També va fer un concert en el Teatre Solís de Montevideo sota la direcció del mestre Jorge Cirino. Després a Mar del Plata, amb Toquinho. A l'Argentina, la cantant bahiana va gravar amb Vinícius i Toquinho l'àlbum La Fusa con Maria Creuza y Toquinho, un dels millors discos gravats en viu de la música brasilera, esdevingut un clàssic. En el repertori d'aquest disc, María Creuza interpretava, entre altres cançons de Vinícius, «A felicidade», «Garota de Ipanema», «Eu sei que vou te amar» (cançó que va comptar amb la declamació ―per part del poeta― del «Soneto da fidelidade», per a deliri del públic argentí), «Se todos fossem iguais a você» i «Lamento no morro» (totes de Tom Jobim i Vinícius de Moraes), «Canto de ossanha» i «Samba em preludio» (ambdues de Vinícius i Baden Powell), «Minha namorada» (de Vinícius i Carlos Lyra), i la bellíssima interpretació de «Catendê».
L'any següent, al 1971, Creuza va gravar el seu millor àlbum, Yo... María Creuza, que inclou temes com «Mais que nada», «Chega de saudade», «Por causa de você», «Marina» o «Corcovado». El 1972, va llançar amb Vinícius de Moraes i Toquinho l'àlbum Eu sei que vou te amar, que incloïa «Se todos fossem iguais a você» i «Qué maravilha», entre d'altres. Van fer una gira per França i Itàlia. En aquell any, Creuza va gravar l'LP Maria Creuza. El 1973, la cantant va llançar el disc Eu disse adeus, on, a més de la cançó que dona títol al disc (de Roberto Carlos), hi ha «Feijãozinho con Torresmo» i «Apelo» (de Baden Powell i Vinícius de Moraes). L'àlbum va ser llançat també en espanyol per al mercat europeu. Aquell any va participar en el Segon Festival Mundial de Música Popular, a Tòquio, amb la cançó «Que diacho de dor», premiada amb el segon lloc. L'any 1974 Creuza va publicar l'àlbum Sessão nostalgia, que contenia entre altres «Para falar a verdade» i «Vingança». El 1975, Maria Creuza e os grandes mestres do samba, en què hi ha els temes «Chega pra lá» i «Amor de mãe».
En 1977 gravà Meia noite, amb cançons com «Dom de iludir» (de Caetano Veloso) i «Onde camina você» (de Vinícius de Moraes i Hermano Silva) i també va participar de la banda sonora de la pel·lícula Os pastores da noite, que posteriorment es va publicar en LP. L'any 1978 va editar el disc Doce veneno, que incloïa «Trocando en miúdos» (de Chico Buarque i Francis Hime) i «Último desejo» (de Noel Rosa) i es va presentar en el XIXè Festival Internacional de la Cançó de Viña del Mar. El 1979 va gravar l'àlbum Pecado, amb peces com «Tempo de voar» i «Começaría tudo outra vez».

### Anys vuitanta
Als anys vuitanta, Creuza va publicar els àlbums Maria Creuza (1980), Sedução (1981), Poètic (1982, dedicat a Vinícius de Moraes), Paixão acesa (1985), Pura magia (1987), Da cor do pecado (1989) i Com açúcar e com afeto (1989).

### Anys noranta
El 1991, María Creuza va enregistrar Todo sentimento, àlbum que incloïa «Na baixa do sapateiro» i «Chuvas de verão». Dos anys després, la cantant va participar en el songbook de Vinícius de Moraes, cantant amb Carlos Lyra el tema «Samba da bênção» (de Baden Powell i Vinícius de Moraes). Al desembre de 1998, va integrar l'elenc de cantants que presentava, a l'auditori de l'Acadèmia Brasileira de Letras, les Catorze canções do século escollides per la crítica especialitzada de Rio de Janeiro i de São Paulo per a celebrar el centenari de l'Acadèmia.
El 1999 Creuza va gravar a Espanya ―amb direcció musical, producció i arranjaments de Gabriel Sopeña i Mauricio Villavecchia― La mitad del mundo/A metade do mundo, que va obtenir crítiques excel·lents, per una proposta que acostava la bossa tradicional als sons mediterranis, amb belles versions de «Samba em preludio» (Baden Powell i Vinícius, a duo amb Toquinho) i «Dama do casino», de Caetano Veloso; i va ser interpretat en una àmplia gira el 2000 i 2002.

### Canvi de segle
El 2001, els seus discos Eu disse adeus (1973) i Poético (1982) van ser rellançats i dos anys després la cantant gravava l'àlbum Você e eu, interpretant obres de Vinícius de Moraes, que va comptar amb la participació de Roberto Menescal a la guitarra. El 2006 es va editar l'àlbum Maria Creuza ao vivo, gravat en el Teatre Guaíra de Curitiba. En el repertori va incloure «A felicidade», «Eu sei que vou t'estimar», «Chega de saudade», «Garota de Ipanema», «Tarde en Itapoã» (de Toquinho i Vinícius de Moraes), «Berimbau» (de Baden Powell i Vinícius de Moraes), «Rosa morena» (de Dorival Caymmi) i «Você abusou» (d'Antonio Carlos i Jocafi), entre d'altres.
De 2012 ençà, María Creuza fa recitals regularment en el Vinícius Bar (a Rio de Janeiro), alternats amb presentacions a Europa.

## Discografia essencial
| - 1967: Festa no terreiro de Alaketu / Abolição, disc simple - 1970: Vinícius de Moraes en La Fusa - 1971: Yo... María Creuza - 1972: Maria Creuza - 1972: Eu sei que vou te amar (Vinícius de Moraes, Maria Creuza i Toquinho) - 1973: Eu disse adeus - 1974: Sessão nostàlgia - 1975: Maria Creuza e os grandes mestres do samba - 1977: Meia noite - 1978: Doce veneno - 1979: Pecado - 1980: Maria Creuza | - 1981: Sedução - 1982: Poètico - 1985: Paixão acesa - 1987: Pura magia - 1989: Da cor del pecado - 1989: Com açúcar e com afeto - 1999: La mitad del mundo / A metade do mundo - 2003: Você y eu - 2005: Maxximum - 2006: Maria Creuza ao vivo - 2007: Creuza y Gabriel |